# 대양초등학교 (경남)
대양초등학교는 대한민국 경상남도 합천군 대양면 덕정리에 있는 공립 초등학교이다.

## 연혁
- 1927년 11월 2일 대양공립보통학교(4년제) 개교설립인가 4월 11일
- 1938년 4월 1일 대양공립심상소학교(6년제) 개칭
- 1941년 4월 1일 대양공립국민학교 개칭
- 1950년 5월 1일 대양국민학교로 개칭
- 1981년 3월 1일 병설유치원 인가
- 1987년 11월 2일 개교 60주년 기념행사
- 1994년 3월 1일 백산분교장 편입
- 1996년 3월 1일 대양초등학교로 개칭
- 1999년 3월 1일 백산분교장 본교로 통합
- 2012년 2월 29일 병설유치원 폐원 (합천유치원으로 통합)
- 2022년 2월 16일 제90회 졸업(9명, 누계 6345명)
- 2022년 3월 1일 제32대 박선기 교장 부임

## 학교 상징
- 교화 : 개나리 - 이른 봄에 노랗게 피어 봄이 온 것을 알려주는 개나리는 앞보다 꽃이 먼저 피는 것이 특징이다. 무리를 지어 핀 꽃은 더불어 함께 살아가는 우리들의 모습이다.
- 교목 : 느티나무 - 우리 학교의 전통을 나타내듯이 70살을 넘긴 느티나무는 묵묵히 자기의 몫을 다하는 우리 학교의 선배님들처럼 우리 학교를 지키는 파수꾼으로 학교의 한 켠에 서 있다.

## 참고 자료
- 대양초등학교 - 한국교육학술정보원 학교알리미